# アルフォンソ・フロイラス
アルフォンソ・フロイラス （Alfonso Froilaz、? - 932年?）は、レオン王（在位：925年 - 926年）。別名は傴僂王（el Jorobado、背が曲がった、という意味）。父のフルエーラ2世死後の925年から、926年に伯父オルドーニョ2世の息子たちによって追われるまで王位にあった。932年、従兄弟で当時のレオン王ラミロ2世に対して反乱を起こし、実弟たちや従兄弟（ラミロ2世の兄）のアルフォンソ4世とともに捕らえられ、盲目にされた。
アルフォンソ・フロイラスの生涯に関する文献は乏しい 。中世の年代記の多くや、その他公文書は彼の存在を無視するか、同じくその生涯が大まかにしか知られていないアルフォンソ4世と混同している 。しかし彼の名は多くの王たちとともに、年代記『Nomina Regum Catolicorum Legionensum』に記されている。

## 生涯
父フルエーラ2世の死後、アルフォンソは実弟オルドーニョとラミロの支持を得て王位についた。しかし、従兄弟で伯父オルドーニョ2世の遺児であるサンチョ、アルフォンソ、ラミロの3兄弟との争いが起こった。サンチョ王子はガリシア貴族の、アルフォンソ王子はパンプローナ王国の、ラミロ王子はポルトゥカーレ貴族の支持を受けた。926年、アルフォンソ・フロイラスは王位から引きずり落とされ、アルフォンソ王子がアルフォンソ4世として即位した。サンチョ王子はガリシアを統治、ラミロ王子はポルトゥカーレの支配者となった。3兄弟はそれぞれの領地で王を名乗ったが、レオン王であるアルフォンソ4世に優先性を認めていた。
一方で、アルフォンソ・フロイラスと兄弟たちはアストゥリアスに逃れ、王を名乗り続けていた。
932年、ラミロ2世に対する反乱を起こしたアルフォンソ・フロイラスと兄弟たちは、復位を狙って反乱に参加したアルフォンソ4世とともに捕らえられた。彼らは全員目を潰され、後にサン・フリアン・イ・サン・バシリサ修道院（レオン県ルイフォルコ）へ送られ、死ぬまで幽閉された。
一部の年代記作者たちは932年かその直後としているものの、正確な死没日は不明である。